# ジフェニルアラニン
ジフェニルアラニン(Diphenylalanine)は、天然には存在しないアミノ酸である。アラニンやフェニルアラニンに類似した構造を持つ。酵素を阻害する偽ペプチドアナログの合成のために用いられている。
合成は、3,3-ジフェニルプロピオン酸で立体選択的にアミノ化されてジフェニルアラニンとなる。